# Tseng Labs
Tseng Laboratories, Inc.（也稱為Tseng Labs或TLI，在台灣過去稱為曾氏）是一家研製顯示晶片與IBM相容PC用控制晶片的公司，其總部位在美國賓夕法尼亞州的Newtown，該公司約在1980年代開始活躍，之後在1997年退出顯示、視訊、繪圖方面的業務。
Tseng最為人所熟知的產品是Tseng Labs ET3000、Tseng Labs ET4000以及Tseng Labs ET6000等VGA相容的顯示晶片，此在1990年－1995年（Microsoft Windows 3.x時代）間相當普及與受歡迎。且值得注意的是，該公司的ET4000家族能在使用ISA匯流排下進行高速傳輸，而且還是用傳統的DRAM型視訊記憶體（Framebuffer）。
Tseng是1990年代中期股票市場暴跌的受害者，Tseng所喪失的市佔則由S3 Graphics及ATI Technologies所瓜分。
此外Tseng過晚將RAMDAC晶片整合到顯示晶片內，使一整合一直不順，直到ET6000顯示晶片時才成功，在ET4000顯示晶片告終停產的最後數年，「未能將RAMDAC進行整合」這一點嚴重傷害Tseng的競爭力。
再者，Tseng也為其新顯示晶片、顯示卡所需的記憶體無法獲得順利供貨而苦惱，同時也缺乏資金研發合乎現代（當時）水準的整合型3D立體繪圖引擎，之後董事會決議放棄新世代產品的推出計畫，取而代之的是留存大量的現金，並開始尋求他人能收購Tseng公司。
最後由ATI公司於1997年12月買下Tseng公司，取得該公司的工程師與顯示晶片方面的經驗及實務，而Tseng的原管理階層獲得收購金額後，除了保留既有的現金外，其餘投資到一家新創公司（生化製藥業），然而該新創公司也於1998年由Cell Pathways製藥公司所收併。

## 附註
1. ^  - Cell Pathways公司也於2003年由另一家製藥商：OSI Pharmaceuticals公司所收購。